# Финал Кубка СССР по футболу 1977
Финал Кубка СССР по футболу 1977 состоялся 13 августа 1977 года. Московское «Динамо» переиграло московское «Торпедо» со счётом 1:0 и стало обладателем Кубка СССР.

## Путь к финалу
| Динамо Москва | Динамо Москва | Динамо Москва | Этап        | Торпедо Москва     | Торпедо Москва | Торпедо Москва       |
| ------------- | ------------- | ------------- | ----------- | ------------------ | -------------- | -------------------- |
| Соперник      | Место         | Счёт          |             | Соперник           | Место          | Счёт                 |
| Янгиер        | В гостях      | 1:0           | 1/16 финала | Памир              | В гостях       | 0:0 (в доп. вр. 1:0) |
| Кайрат        | В гостях      | 2:0           | 1/8 финала  | Спартак Москва     | В гостях       | 0:0 (по пен. 3:1)    |
| Динамо Киев   | Дома          | 3:0           | 1/4 финала  | СКА Киев           | Дома           | 1:0                  |
| Зенит         | Дома          | 2:1           | 1/2 финала  | Заря Ворошиловград | В гостях       | 1:0                  |

## Ход финального матча
Московское «Динамо» и московское «Торпедо» во второй раз встречались в рамках финала в истории кубков СССР. В финале Кубка СССР в 1949 году «Торпедо» оказалось сильнее (2:1), благодаря голам Владимира Нечаева и Виктора Пономарёва.
Счёт в финальном поединке был открыт уже на 17-й минуте. Голевую атаку начал защитник бело-голубых Александр Маховиков, прорвавшийся по правому флангу и отдавший пас верхом немного левее Олегу Долматову. Тот же головой прокинул мяч на набегавшего вперёд Михаила Гершковича, который в свою очередь без обработки отдал мяч в штрафную Владимиру Казачёнку, переигравшему вратаря и отправившему мяч в пустые ворота. Положение обязывало автозаводцев идти вперёд после пропущенного гола, однако со всеми их попытками футболисты «Динамо» справлялись ещё на ранних стадиях.
После перерыва игра не изменилась: футболисты «Торпедо» продолжали неорганизованно атаковать, а «Динамо» рассчитывало на контратаки. На 73-й минуте были выдворены с поля полузащитник «Динамо» Олег Долматов и нападающий «Торпедо» Евгений Храбростин. Причиной стала обоюдная грубость, когда Храбростин прыгнул на ноги Долматову, а последний недозволенным приёмом пытался его сбросить. Храбростин же в ответ несколько раз ударил лежачего ногами. Голов больше забито не было, а московское «Динамо» в пятый раз в своей истории стало обладателем Кубка СССР по футболу.

## Отчёт о матче
| Динамо Москва | 1:0   | Торпедо Москва |
| ------------- | ----- | -------------- |
| Казачёнок 17′ | Отчёт |                |

| ДИНАМО:           |  |                     |
|                   |  |                     |
| Вр                |  | Владимир Пильгуй    |
| Зщ                |  | Анатолий Паров      |
| Зщ                |  | Александр Новиков   |
| Зщ                |  | Александр Маховиков |
| Зщ                |  | Александр Бубнов    |
| ПЗ                |  | Алексей Петрушин    |
| ПЗ                |  | Михаил Гершкович    |
| ПЗ                |  | Олег Долматов       |
| ПЗ                |  | Андрей Якубик       |
| ПЗ                |  | Владимир Казачёнок  |
| ПЗ                |  | Александр Минаев    |
| Главный тренер:   |  |                     |
| Александр Севидов |  |                     |

| ТОРПЕДО:        |  |                     |  |     |
|                 |  |                     |  |     |
| Вр              |  | Анатолий Зарапин    |  |     |
| Зщ              |  | Сергей Пригода      |  |     |
| Зщ              |  | Николай Худиев      |  |     |
| Зщ              |  | Владимир Бутурлакин |  |     |
| Зщ              |  | Василий Жупиков     |  |     |
| ПЗ              |  | Анатолий Дегтярёв   |  | 61' |
| ПЗ              |  | Валерий Филатов     |  |     |
| ПЗ              |  | Юрий Хлопотнов      |  |     |
| Нап             |  | Владимир Юрин       |  |     |
| ПЗ              |  | Владимир Сахаров    |  | 46' |
| Нап             |  | Евгений Храбростин  |  |     |
| Замены:         |  |                     |  |     |
| Нап             |  | Николай Васильев    |  | 46' |
| ПЗ              |  | Сергей Петренко     |  | 61' |
| Главный тренер: |  |                     |  |     |
| Валентин Иванов |  |                     |  |     |